# 饮者悖论
饮者悖论（也被称为饮者定理，饮者原理，或饮酒原理）是经典谓词逻辑的一个定理。它实际上并不是一个悖论。它的明显的矛盾的性质来自于它通常的在自然语言中的表述：在酒吧裡会有一个人，对于这个人，如果他在喝酒，那么所有在酒吧裡的人都在喝酒。 有两点看起来是反直觉的 1) 这里面有一个人，他会引起其他人喝酒。2）这里有一个人，一整夜他都是最后一个喝酒的。第一个反对的理由是由于混淆了形式的 IF...THEN 陈述与因果关系（见相关不蕴涵因果）。定理的形式化陈述是不受时间限制的，我们可以消除第二个反对理由是因为，在一个时刻使得陈述成立的那个特别的人（见证者），并不需要与在任何其它时刻使得陈述成立的那个人是同一个人。实际的定理是
{\displaystyle \exists x\in P.\ [D(x)\rightarrow \forall y\in P.\ D(y)].\,}
其中 D 是一个任意的谓词，P是一个任意的集合。这个悖论是因数理逻辑学家雷蒙·思木里安而广为人知的。雷蒙·思木里安在他 1978 年出版的书 What is the Name of this Book? 中称它为 “饮酒原理”。

## 证明
以下证明为借助 Coq 的 proof script.

```
Lemma
 drinker (X: Type)(d: X -> Prop):
XM -> (exists x: X, True) -> exists x, d x -> forall x, d x.

Proof
.
  intros xm A. assert(s:= xm). specialize (s (exists x, d x -> forall x, d x)). destruct s as [s0 | s1].
  - exact s0.
  - exfalso. apply s1. destruct A as [x _]. exists x. intros B x0. specialize (xm (d x0)). destruct xm as [xm0 | xm1].
    -- exact xm0.
    -- exfalso. apply s1. exists x0. intros C. exfalso. exact(xm1 C).

Qed
.
```